# Vionville
Vionville korábbi község Franciaországban, Moselle megyében. Lakosainak száma 188 fő (2018. január 1.). Vionville Bruville, Chambley-Bussières, Mars-la-Tour, Saint-Marcel, Tronville, Gorze és Rezonville községekkel határos.
2019. január 1-jén Rezonville korábbi községgel egyesült és az így létrejött Rezonville-Vionville új község része lett.

## Népesség
A település népessége az elmúlt években az alábbi módon változott:
| Lakosok száma | 179  | 183  | 186  | 186  | 188  |
|               | 2013 | 2015 | 2016 | 2017 | 2018 |